# پت فوت
ایولین پاتریشیا فوت (زاده ۱۹ مه ۱۹۳۰) افسر بازنشسته ارتش ایالات متحده است. او از سال ۱۹۵۹ تا ۱۹۸۹ خدمت کرد و در سال ۱۹۸۶ به درجه سرتیپی رسید و مقام‌های بسیاری را برای زنان در ارتش ایالات متحده دارد.

## اوایل زندگی و تحصیل
پت فوت در ۱۹ مه ۱۹۳۰ در دورهام، کارولینای شمالی متولد شد. والدین او، اولین سیدنا ووماک فوت و هنری الکساندر فوت ارشد، هر دو در زمانی که فوت کودک بود برای شرکت تنباکو آمریکا کار می‌کردند. در سال ۱۹۴۵، خانواده فوت به واشینگتن دی.سی. نقل‌مکان کردند و پت فوت از دبیرستان مرکزی در سال ۱۹۴۷ فارغ‌التحصیل شد. او در دانشگاه ویک فارست تحصیل کرد و در سال ۱۹۵۳ لیسانس هنر را در رشته جامعه‌شناسی گرفت. فوت همچنین دارای مدرک کارشناسی ارشد در اداره امور عمومی و دولتی از دانشگاه شیپنسبورگ و دکترای افتخاری حقوق از دانشگاه ویک فارست است. او همچنین فارغ‌التحصیل سال ۱۹۸۰ از برنامه اجرایی دانشگاه ویرجینیا و فارغ‌التحصیل سال ۱۹۸۵ از مرکز رهبری خلاق است. تحصیلات نظامی او شامل تکمیل دوره پایه افسری ارتش زنان، دوره پیشرفته افسری ارتش آجودان، دانشکده فرماندهی و ستاد کل ارتش ایالات متحده و کالج جنگ ارتش است.

## خدمات نظامی
فوت پست‌های فرماندهی و ستادی مختلفی داشت که در انتصاب او به‌عنوان ژنرال فرماندهی فورت بلوار، ویرجینیا به اوج رسید. بلافاصله قبل از آن، او معاون بازرس کل (بازرسی) وزارت ارتش بود. سایر وظایف کلیدی شامل فرماندهی گردان آموزش پایه دوم، مدرسه و مرکز آموزشی پلیس نظامی ارتش ایالات متحده، فورت مک کللان، آلاباما. خدمت به‌عنوان مدیر سیستم‌های مدیریت پرسنل، گروه فرماندهی و مدیریت، کالج جنگ ارتش ایالات متحده، پادگان کارلایل، پنسیلوانیا؛ و فرمانده، تیپ ۴۲ پلیس نظامی، ارتش ایالات متحده، اروپا و ارتش هفتم ایالات متحده.
در سایر مأموریت‌های کلیدی، فوت در سال ۱۹۶۷ در دفتر اطلاعات در ستاد ارتش ایالات متحده، ویتنام خدمت کرد و پس از بازگشت به ایالات متحده، وظایف افسر اجرایی، شاخه سپاه ارتش زنان با اداره پرسنل افسری، دفتر عملیات پرسنل را بر عهده گرفت. او در طول انتقال به نیروی کاملاً داوطلبانه و در سال‌های اولیه افزایش استفاده از زنان در ارتش، افسر طرح‌ها و برنامه‌ها با دفتر مدیر، سپاه ارتش زنان بود. پس از آن، او به‌عنوان آخرین مشاور ستادی نیروهای ارتش زنان برای فرمانده کل فرماندهی نیروهای ارتش ایالات متحده و به‌عنوان افسر اجرایی اداره منابع انسانی آن فرماندهی خدمت کرد.

## دستاوردها، جوایز و تزیینات
فوت در طول دوران حرفه‌ای خود دستاوردهای قابل توجه زیادی داشت. در سال ۱۹۶۷ او به اولین افسر زن روابط عمومی در ویتنام تبدیل شد. در سال ۱۹۷۹ او اولین عضو هیئت علمی زن در آموزشگاه جنگ ارتش ایالات متحده شد. فوت همچنین اولین فرمانده تیپ زن در اروپا بود و در سال ۱۹۸۶ اولین بازرس زن در ارتش شد. هنگامی که فوت در سال ۱۹۸۶ به درجه سرتیپی ارتقا یافت، او یکی از تنها چهار ژنرال زن در ارتش ایالات متحده شد. او همچنین اولین فرمانده زن فورت بلوار، ویرجینیا بود.
جوایز و تزیینات فوت شامل مدال خدمت برجسته ارتش، لژیون افتخار با خوشه برگ بلوط، مدال ستاره برنزی، مدال خدمات شایسته با دو خوشه برگ بلوط، مدال تقدیر ارتش با خوشه برگ بلوط، و نشان شناسایی ستاد کل ارتش است. دولت آلمان نشان Erste Klasse و نشان افتخار شایستگی جمهوری فدرال آلمان را به‌خاطر خدماتش به‌عنوان فرمانده گروه ۴۲ پلیس نظامی، از ۱۹۸۳ تا ۱۹۸۵ به او اعطا کرد.

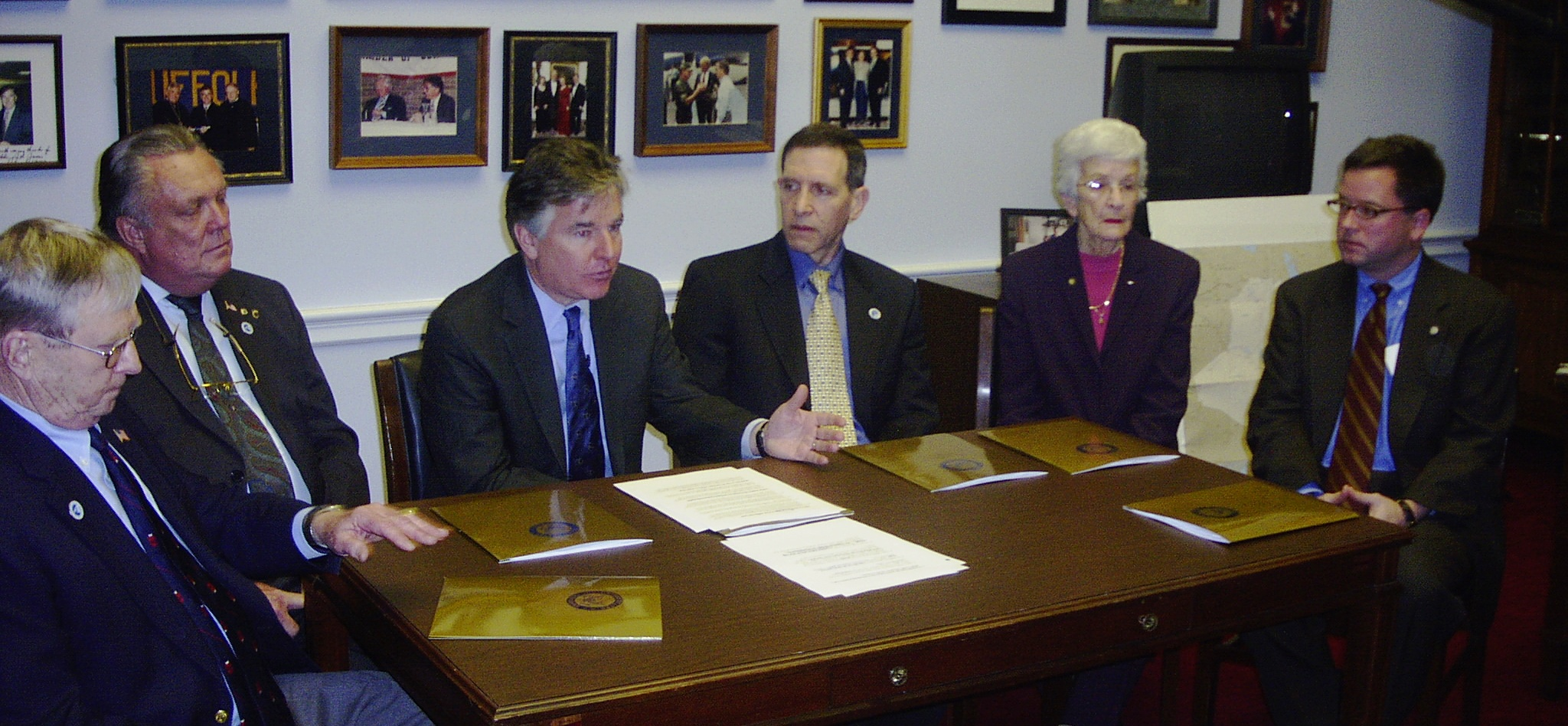
مارتی میهان، نماینده ایالات متحده (سوم از چپ) در عکسی در سال ۲۰۰۵ کنار فوت (دومین از سمت راست) و سایر افسران پرچم بازنشسته که از لغو DADT حمایت می‌کنند، همراه شده است.

## بازنشستگی و فراخوان
فوت در ۱ سپتامبر ۱۹۸۹ از خدمت بازنشسته شد. در دسامبر ۱۹۹۶، او دوباره به وظیفه فراخوانده شد تا به‌عنوان معاون دبیر هیئت بررسی ارشد ارتش در مورد آزار جنسی خدمت کند.
در ۱ اکتبر ۱۹۹۷، فوت به وضعیت بازنشستگی بازگشت و تا ژوئیه ۱۹۹۸ به‌عنوان مشاور در دفتر وزیر ارتش خدمت کرد و به رهبران نظامی و سازمان‌های مختلف در مورد گزارش هیئت بررسی ارشد، یافته‌ها و توصیه‌های آن توضیح داد. از سال ۱۹۹۸ تا ۲۰۰۷، او به‌عنوان رئیس اتحاد برای دفاع ملی، یک سازمان غیرانتفاعی که از زنان در ارتش حمایت می‌کند، خدمت کرد. او همچنان یکی از سخنگویان فعال ارتش و سایر سازمان‌ها در رابطه با نقش زنان در خدمات نظامی است.
از سال ۱۹۹۴ تا ۲۰۰۱ و دوباره از ۲۰۱۰ تا ۲۰۱۲، فوت در کمیسیون یادبودهای نبرد آمریکا خدمت کرد.